# 2027-es úszó-világbajnokság
A 2027-es úszó-világbajnokságot a Nemzetközi Úszószövetség (FINA) szervezésében Magyarország fővárosa, Budapest rendezi. Ez lesz a huszadik úszó világbajnokság, és egyben a harmadik olyan nagypályás úszó-világbajnokság, amelyet Budapest rendez.

## A helyszín kiválasztása
A FINA 2019. július 21-én Kvangdzsuban döntött a 2025-ös és a 2027-es világbajnokság helyszínéről. A 2025-ös vb-t Szingapúrnak ítélte oda a Nemzetközi Úszószövetség, míg a 2027-est Budapestnek. Budapest 2017-ben és 2022-ben adott otthont a sporteseménynek.